# MI12
MI12 was de Britse militaire inlichtingendienst sectie 12 (British Military Intelligence Section 12) was een in 1921 opgerichte veiligheidsdienst. De oprichter was S. Kings, bijgenaamd 'Sir Red'. De veiligheidsdienst (die in de volksmond ook wel 'The Red Army' werd genoemd) had vooral ten doel het communisme binnen de landsgrenzen te bestrijden. Na de val van de muur in 1989 en de opheffing van de Sovjet-Unie in 1991 werd deze dienst opgeheven. In het hoofdkwartier van MI6 is nog steeds door middel van een steen aan de muur te zien wie de oud-bestuursleden waren.